# Dobbeln
Dobbeln ist ein Ortsteil der Gemeinde Söllingen im niedersächsischen Landkreis Helmstedt.

## Geographie

### Geographische Lage
Dobbeln liegt im Süden des Landkreises Helmstedt und im Osten von Niedersachsen. Rund drei Kilometer östlich von Dobbeln verläuft die Landesgrenze nach Sachsen-Anhalt.
Dobbeln liegt im Jerxheimer Hügelland des Ostbraunschweigischen Hügellandes in der Schöppenstedter Mulde zwischen dem Elm im Norden und dem Heeseberg im Süden oberhalb des Kreitelbachs. Dieser passiert das Dorf südlich. Nachbarorte sind im Westen Ingeleben, im Süden Jerxheim, im Südosten Söllingen und im Norden Twieflingen. Letzteres liegt südwestlich von Schöningen.

### Nachbargemeinden
Vor den Eingemeindungen waren die Nachbargemeinden von Dobbeln Twieflingen, Söllingen, Jerxheim, Ingeleben und Wobeck.

## Geschichte

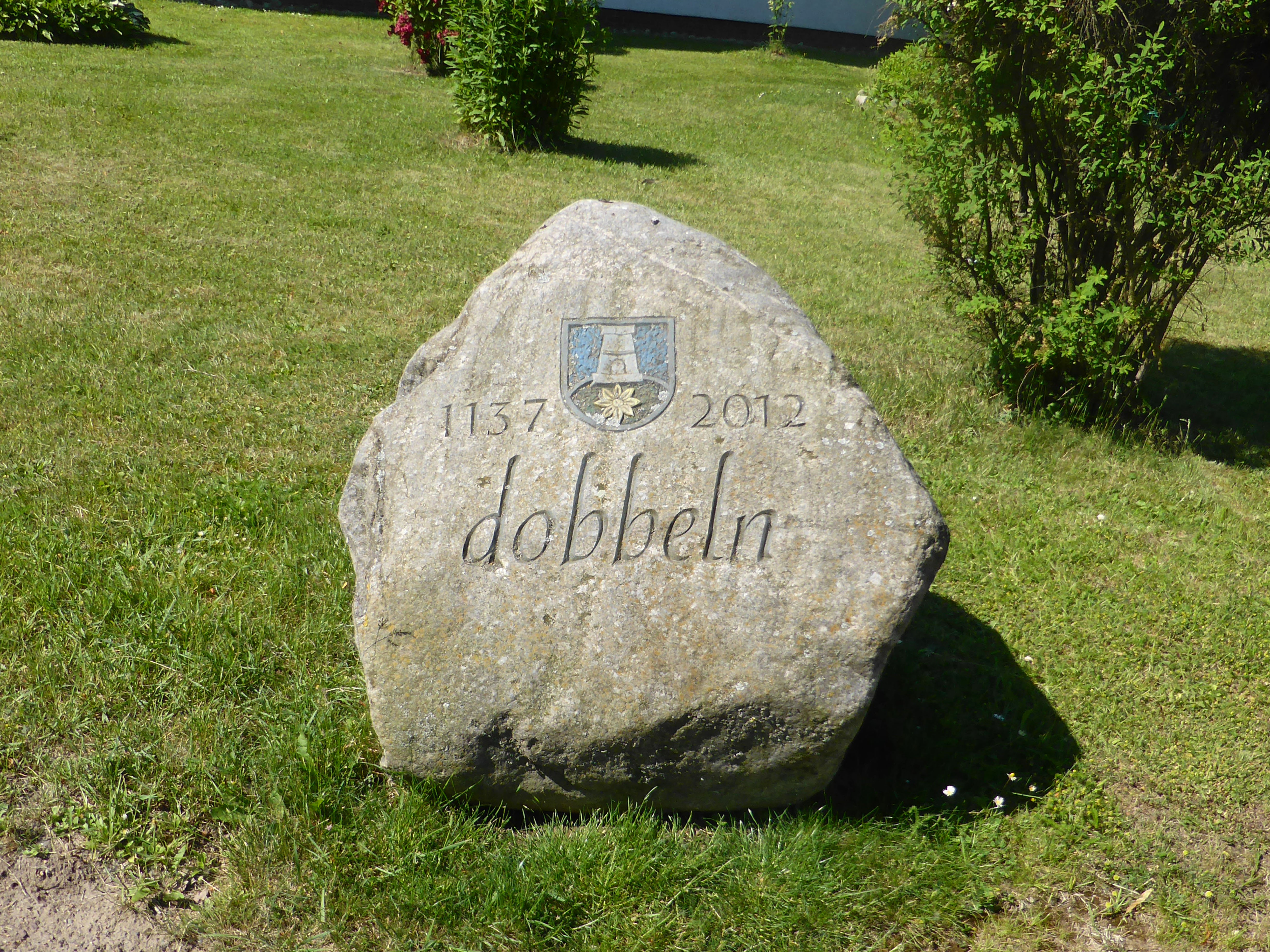
Gedenkstein

Dobbeln entstand als Haufendorf. Zu dem Ort gehören Mühlengrundstücke. Eine von ihnen, die Tetzelmühle, soll nach dem Ablasskrämer Johann Tetzel benannt worden sein.
1137 erfolgte die erste bekannte Erwähnung von Dobbeln als „Debbenhem“.
Im Fürstentum Braunschweig-Wolfenbüttel lag Dobbeln im Amt Jerxheim des Elmbezirkes. In der Franzosenzeit gehörte Dobbeln zum Kanton Jerxheim im Distrikt Braunschweig, welcher zum Departement der Oker des Königreiches Westphalen gehörte. Am 1. Januar 1833 wurde der (Land)kreis Helmstedt gegründet, dem Dobbeln bis heute angehört.
Infolge der Flucht und Vertreibung Deutscher aus Mittel- und Osteuropa von 1945–1950 hatte sich die Einwohnerzahl von Dobbeln von 255 (1939) auf 449 (1950) vergrößert, davon waren 1950 191 Heimatvertriebene. 1953 wurde in Dobbeln eine Volksbücherei eröffnet.

### Eingemeindungen
Im Zuge der Gebietsreform in Niedersachsen, die am 1. März 1974 stattfand, wurde die zuvor selbständige Gemeinde Dobbeln in die Nachbargemeinde Twieflingen eingegliedert, die wiederum zum 1. November 2016 mit Ingeleben und Söllingen zu der neuen Gemeinde Söllingen fusionierte.

### Einwohnerentwicklung
| Jahr      | 1821  | 1849  | 1871  | 1905  | 1910  | 1925  | 1933  | 1939  | 1950  | 1956  | 1973  |
| --------- | ----- | ----- | ----- | ----- | ----- | ----- | ----- | ----- | ----- | ----- | ----- |
| Einwohner | 273   | 269   | 322   | 300   | 301   | 302   | 276   | 255   | 449   | 376   | 282   |
| Quelle    | [ 5 ] | [ 5 ] | [ 5 ] | [ 5 ] | [ 6 ] | [ 7 ] | [ 7 ] | [ 7 ] | [ 8 ] | [ 8 ] | [ 1 ] |

|  |

## Religion
Dobbeln wurde durch die Reformation im 16. Jahrhundert protestantisch geprägt.
Dobbeln mit seiner St.-Petri-Kirche gehört zur Kirchengemeinde St. Petrus am Heeseberg, die ihr Kirchenbüro in Jerxheim und ihren Pfarrsitz in Schöningen hat. Sie gehört zum Pfarrverband Helmstedt-Süd der Propstei Helmstedt in der Evangelisch-lutherischen Landeskirche in Braunschweig.
Katholische Einwohner gehören zur Pfarrei Maria Hilfe der Christen mit Sitz in Schöningen, die über eine Filialkirche im nähergelegenen Jerxheim verfügt.

## Politik
Gemeinderat und Bürgermeister
Auf kommunaler Ebene wird Dobbeln seit 2016 vom Gemeinderat aus Söllingen vertreten.

## Kultur und Sehenswürdigkeiten

### Bauwerke

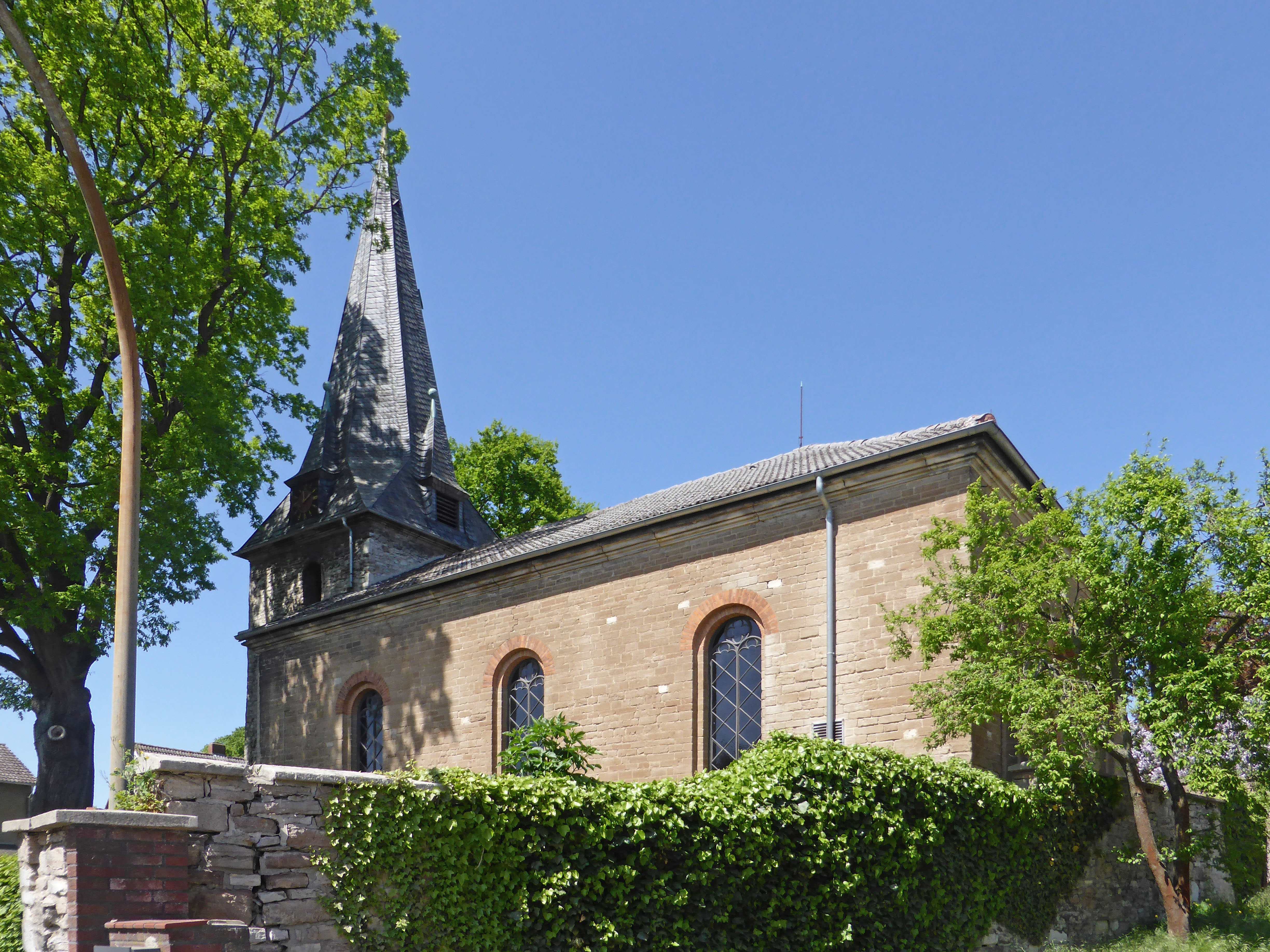
St.-Petri-Kirche

Die evangelisch-lutherische St.-Petri-Kirche ist die einzige Kirche in Dobbeln. Die geostete Kirche steht unter Denkmalschutz. 1862 wurde an den schon vorhandenen Kirchturm das heutige Langhaus als Ersatz für einen Vorgängerbau angebaut. Ihre heutige Orgel wurde 1995/96 erbaut.
Das Kriegerdenkmal steht auf dem Friedhof, es erinnert an die Opfer der beiden Weltkriege aus Dobbeln. Ein weiterer Gedenkstein erinnert an das 875-jährige Ortsjubiläum von Dobbeln, das im Jahre 2012 gefeiert wurde.
Neben der Kirche und dem Pfarrhaus sind die Wohnhäuser Dorfstraße 4 und Pfarrweg 3 mit ihren Nebengebäuden im Denkmalatlas Niedersachsen als Baudenkmal aufgeführt.

### Grünflächen und Naherholung
In der Nähe von Dobbeln bieten sich der Heeseberg, auf dem ein Aussichtsturm und eine Berggaststätte stehen, mit seinem Naturschutzgebiet sowie der Elm für Spaziergänge und Wanderungen an.

### Sport
Dobbeln verfügt über einen Sportplatz und mit einer Sporthütte. Der Sportverein SC Dobbeln e.V. geht auf das Jahr 1958 zurück.

## Wirtschaft und Infrastruktur

### Unternehmen

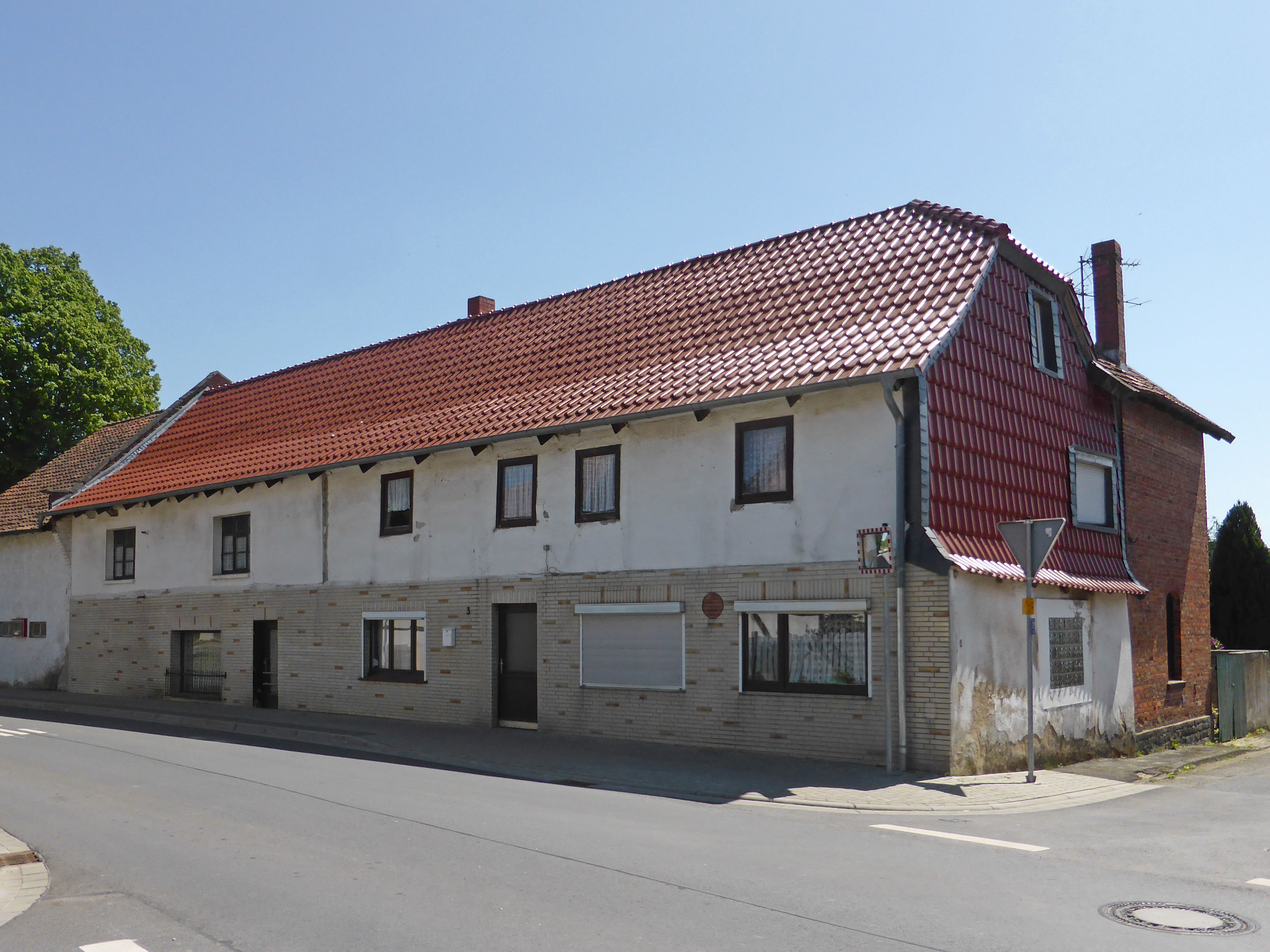
Ehemalige Gaststätte

Der Ort ist überwiegend landwirtschaftlich geprägt. Größere Unternehmen sind in Dobbeln nicht ansässig.
Die Poststelle II, die dem Postamt Schöningen zugeordnet war und nach der Eingemeindung von Dobbeln nach Twieflingen die Bezeichnung 3339 Twieflingen 2 trug, wurde geschlossen. In Dobbeln steht heute nur noch ein Postbriefkasten zur Verfügung. Auch die Zweigstelle der Norddeutschen Landesbank wurde geschlossen.
Die Gaststätte Angerstein, die auch einen kleinen Lebensmittelladen betrieb, und die Bäckerei wurden geschlossen, so dass heute keine Einkehrmöglichkeit und außer einem Zigarettenautomat auch keine Einkaufsmöglichkeit für Waren des täglichen Bedarfs mehr in Dobbeln bestehen.
Zu Dobbeln gehörten zwei Wassermühlen: Die Sassenmühle wurde durch den vom Elm kommenden Bremsenbach gespeist. Nachdem der Wasserzufluss abgenommen hatte, wurde der Mühlenbetrieb eingestellt. Die Tetzelmühle mit ihrem oberschlächtigen Wasserrad stand am Rotenbach.

### Öffentliche Einrichtungen

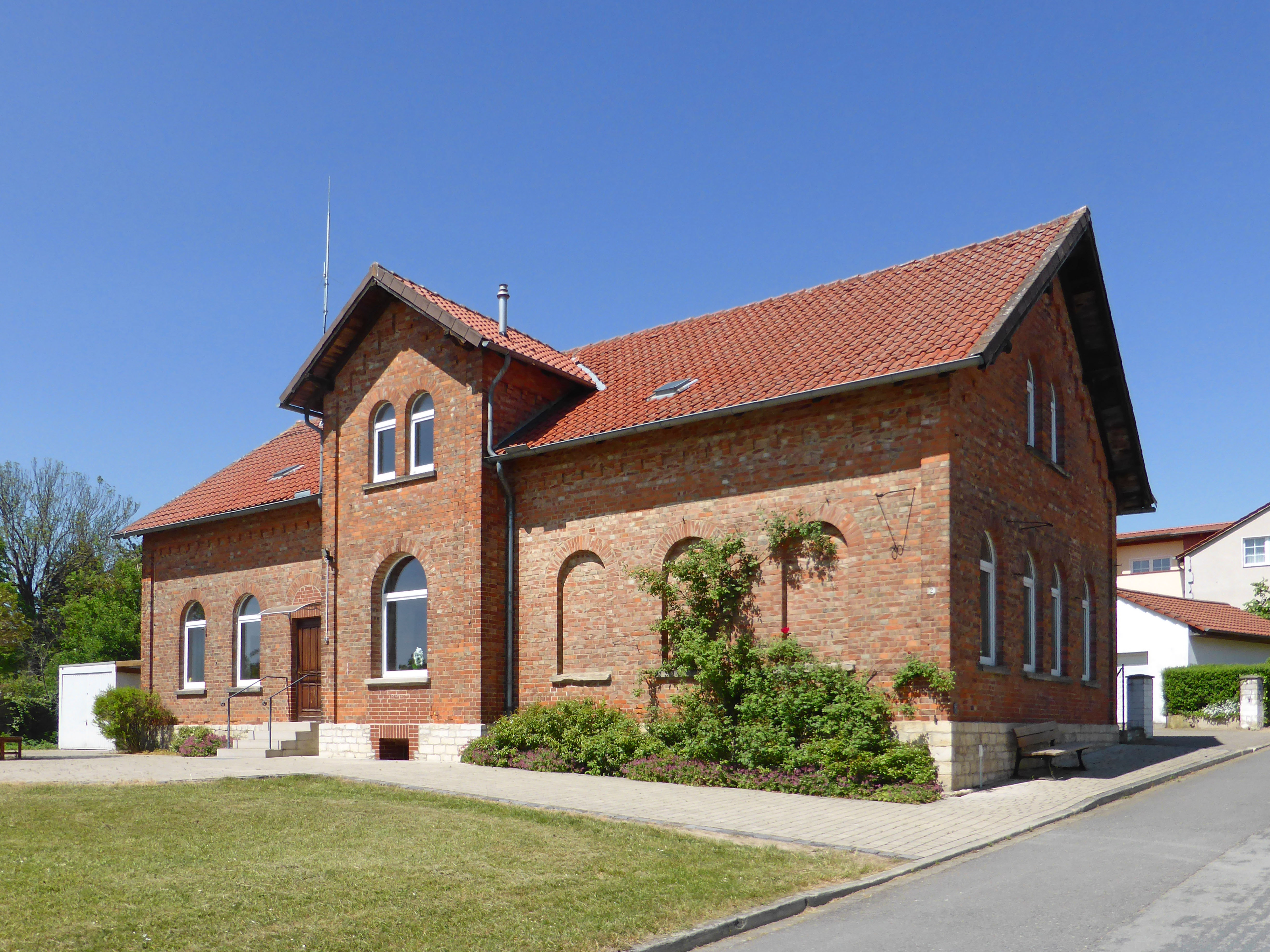
Ehemalige Schule

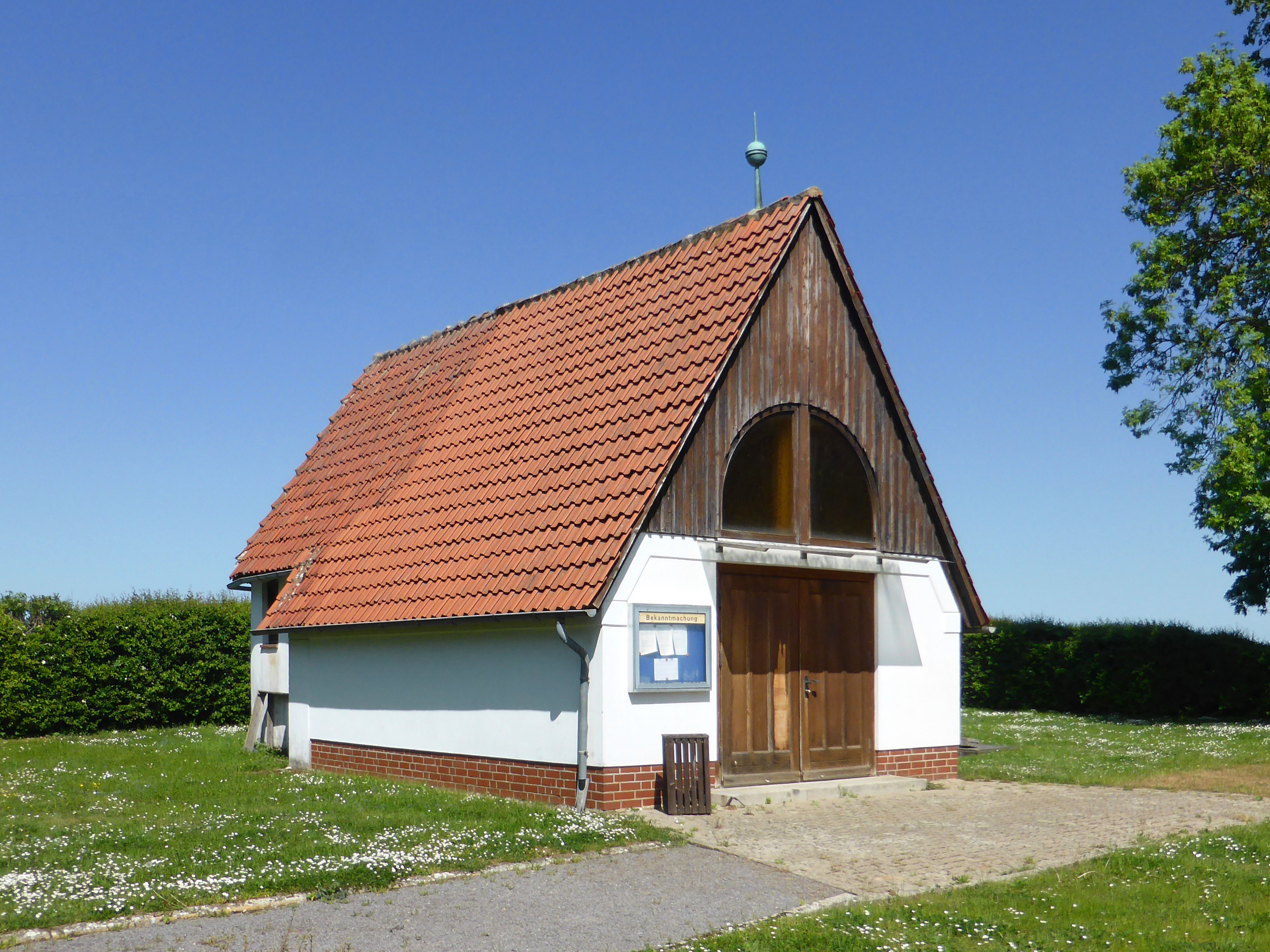
Friedhofskapelle

Die Freiwillige Feuerwehr Dobbeln gehört heute zur Freiwilligen Feuerwehr Nord der Samtgemeinde Heeseberg, zu der neben Dobbeln auch die Ortschaften Ingeleben und Wobeck gehören. Das Feuerwehrhaus befindet sich im ehemaligen Gemeindehaus.
Die Schule wurde geschlossen, eine Kindertagesstätte ist in Dobbeln nicht vorhanden.
Der Friedhof von Dobbeln befindet sich in Trägerschaft der Samtgemeinde Heeseberg, er verfügt über eine Friedhofskapelle. Auf dem Friedhof steht auch das Kriegerdenkmal zur Erinnerung an die Opfer der beiden Weltkriege.

### Verkehr

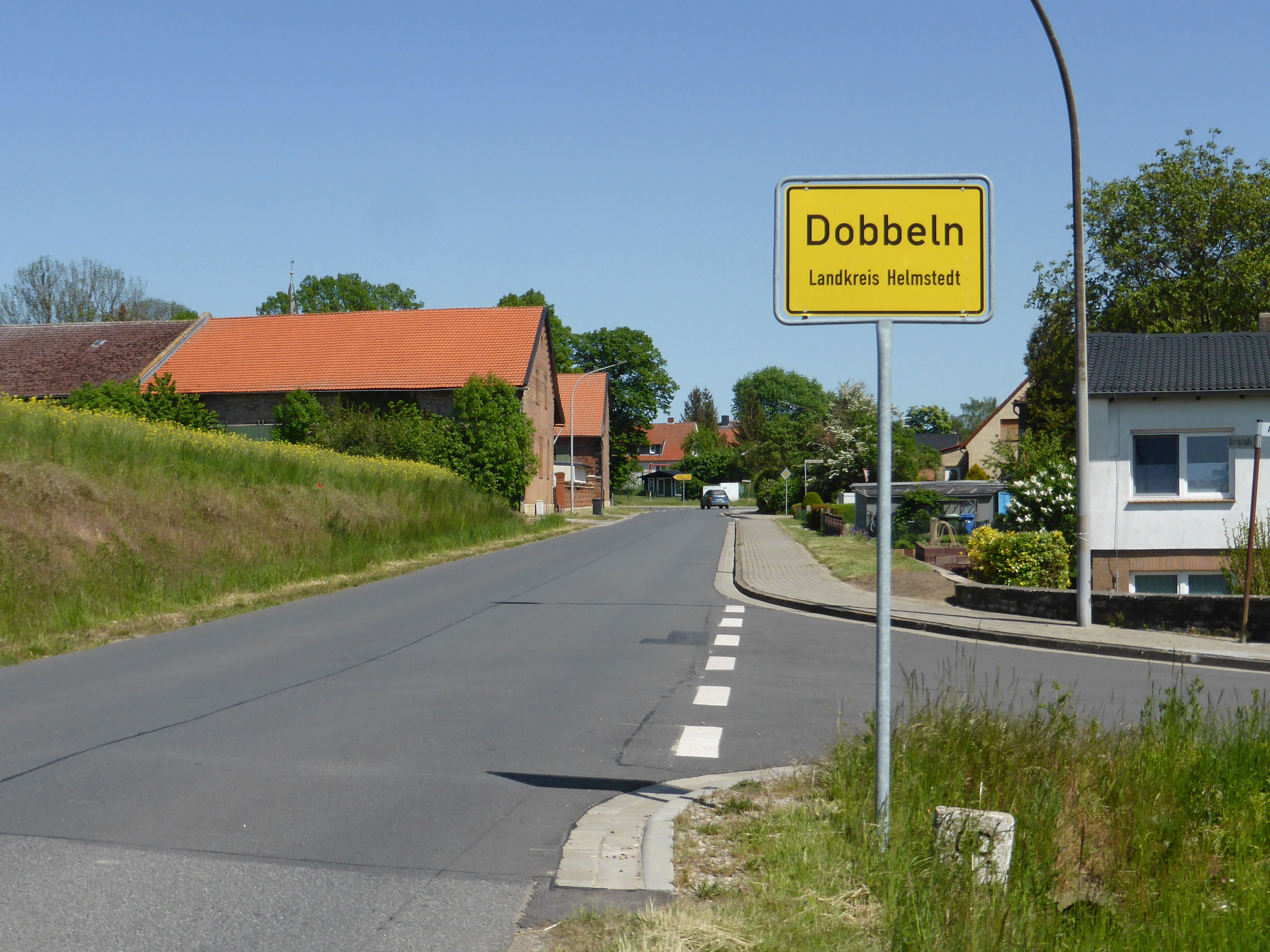
Kreisstraße 54 mit westlichem Ortseingang von Dobbeln

Durch Dobbeln verläuft die Kreisstraße 54, die im Westen über Ingeleben in den Landkreis Wolfenbüttel führt und im Osten zwischen Hoiersdorf und Söllingen an der Bundesstraße 244 endet. In der Ortslage von Dobbeln trägt die Kreisstraße 54 die Bezeichnung Dorfstraße.
Die Kreisstraße 26 beginnt in Hoiersdorf an der Bundesstraße 244 und führt über Twieflingen bis nach Dobbeln, wo sie an der Kreisstraße 54 endet. In der Ortslage von Dobbeln trägt die Kreisstraße 26 die Bezeichnung Wobecker Straße. Über die Kreisstraße 26 und eine Gemeindeverbindungsstraße sind die Bundesstraße 82 und Wobeck erreichbar, über die Kreisstraßen 54 und 25 ist Jerxheim erreichbar.
Die Buslinie 371 der Kraftverkehrsgesellschaft Braunschweig führt von Dobbeln über Twieflingen bis nach Schöningen, und über Ingeleben bis nach Schöppenstedt. Die Buslinie 397 führt von Dobbeln über Schöningen bis nach Helmstedt, und über Söllingen und Jerxheim bis nach Gevensleben.